# Синекура
Синеку́ра (от лат. sine cura animarum — без заботы (без попечения) о душах, без лечения душ, через нем. Sinekure) — в средневековой латинской Европе чисто административная должность в католической церкви, не связанная с пастырской деятельностью, заботой о душах прихожан.
Затем возникло переносное значение, ставшее сейчас основным, — любая должность, приносящая доход, но не связанная с какими-либо серьёзными обязанностями (или вообще без них) либо даже не связанная с необходимостью находиться на месте служения.

## Синекуры в Великобритании
В британской системе правления есть некоторые формальные функции, не связанные с какой-либо работой. Эти функции называются sinecure. Примерами этих синекур являются должности лорда-председателя Совета, лорда-хранителя Малой печати, канцлера герцогства Ланкастерского и другие, которые по соглашению всегда являются частью британского кабинета. Со времён Клемента Эттли (премьер-министр с 1945 по 1951 год) должность лорда-хранителя Малой печати часто назначалась представителю кабинета в Верхней палате (лидеру Палаты лордов) или Нижней палате (лидеру Палаты общин). Также синекура иногда предоставляется министру без портфеля.

## В Канаде
В Канаде синекурой является должность заместителя председателя Правительства Канады, в чьи обязанности входит представлять правительство Канады в палате общин. Часто эта синекура используется, чтобы таким образом получить место в кабинете министров.